# لوریوال جونیور لوپز

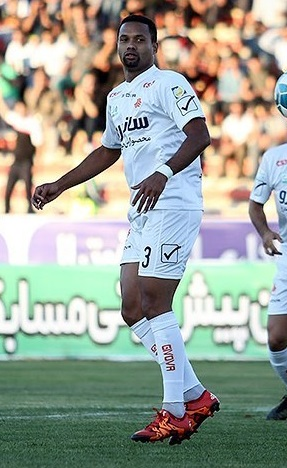
لوریوال جونیور لوپز در سال ۲۰۱۶ در سایپا تهران

لوریوال جونیور لوپز (انگلیسی: Lourival Júnior de Araújo Lopes؛ زادهٔ ۱۷ اکتبر ۱۹۸۷) یک بازیکن فوتبال اهل برزیل است.
از باشگاه‌هایی که در آن بازی کرده‌است می‌توان به آکادمیکا اشاره کرد. وی در فصل ۹۶-۱۳۹۵ برای تیم سایپا در لیگ برتر فوتبال ایران بازی می کند.